# Майдан (Якушинецька сільська громада)
Майда́н (до 1946 року — Майдан-Юзвинський) — село в Україні, в Якушинецькій сільській громаді, Вінницького району Вінницької області. Орган місцевого самоврядування — Якушинецька сільська громада. Населення становить 508 осіб.

## Географія
Відстань до райцентру становить близько 12 км і проходить автошляхом E50, із яким збігається М12.

## Ґрунти
Ґрунти у Майдані суглинисті, тільки на кордоні з Літинським районом — піщані.

## Населення
За даними всеукраїнського перепису населення 2001 року у селі мешкало 508 осіб
Мова
Розподіл населення за рідною мовою за даними перепису 2001 року був наступним:
| українська | 492 | 96,85 |
| російська  | 16  | 3,15  |

## Назва
7 червня 1946 р. село Майдан-Юзвинський отримало назву «Майдан». Друга частина назви «Юзвинський» походить від зменшувальної форми польського імені Юзва (пол. Józwa) повного імені Юзеф. Усунення польської частини з назви у 1949 році було частиною стирання польських назв в регіоні та утисків комуністичною владою польської національної меншини.

## Історія
Історія села починається з 1591 року коли багатий пан зробив подарунок одному зі своїх робітників. Йому було подаровано шмат землі серед лісу. Але чоловік взявся до роботи завзято і незабаром ліс було вирубано, і на розчищеному майданчику було зведено перші будівлі.
Напевно й звідси походить назва села — «Майдан». Немає ніяких підтверджень цієї версії, але й немає і спростувань, тому вона сприймається, як дійсна.
Поступово до цієї будівлі приєдналися інші будиночки, з'явилася ціла вулиця — Лісова. Заселяти вулицю було важко, адже потрібно було вирубувати ліс і тому хати тулилися (чіплялися) одна до одної. Так з'явилась вулиця — Причепівка.
Серед лісу була дорога на село Ріжок. І згодом тут стали корчувати ліс та будуватися. Так виникла вулиця — Рубана.
В центрі села є ставок, за селом — ще один. Раніше навколо села було ще кілька озер, які з часом зникли. Залишилися лише їх назви: «Мохнате», «Салабаївське».

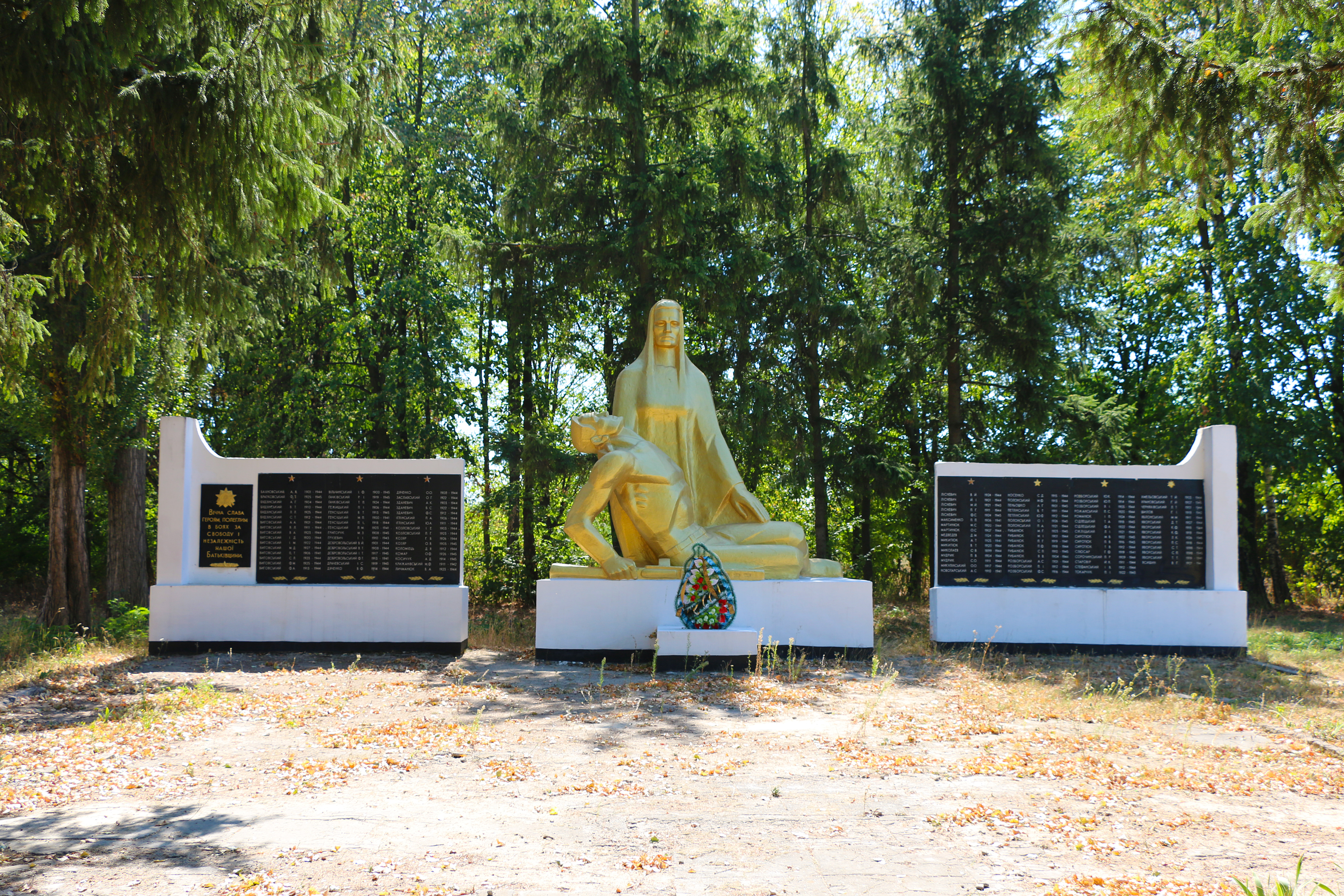
Пам'ятник воїнам–односельцям

Через село протікала річечка Згар. (Хоча Валентин Дмитрович Отамановський у своїх працях називає її Вишенька).
Є ще в нас поле і частина лісу, які називають «червоною» за спогадами і переказами колись там відбувалася жорстока битва з турками. Коли після битви пройшов дощ, то вода була червоною. Ніби то тих убитих турків хоронили там же, на «червоній», за іншими версіями їх звозили і хоронили на Середньому, Будині.  
До відкриття самостійного приходу село Майдан відносився до приходу села Медвеже Вушко. У 1818 році село Майдан було зроблено самостійним приходом і до нього було причислено село Слобода-Дашковецька і село Ксаверівка, які були відраховані від села Дашківці Літинського повіту.
У 2020 році село увійшло до складу Якушинецької сільської громади.

## Археологічні розвідки
У селі виявлено поселення трипільської культури. Пам'ятка розташована поблизу села.

## Пам'ятки, визначні місця

### Костел святого Миколая, єпископа
Раніше у цьому селі не було римсько-католицької культової споруди. Лише у 1994 році в Майдані завдяки зусиллям о. Владислава Халуп'яка з Вінниці та місцевих парафіян було розпочато будівництво власного мурованого храму. Спорудження костелу завершили 1996 року, і цього ж року його консекрував єпископ Кам'янець-Подільський Ян Ольшанський.

## Відомі люди
- Разборський Олександр Андрійович — Герой Соціалістичної Праці.
- Найколюк Лаврентій Дмитрович — Герой Соціалістичної Праці.
- Яновицький Вячеслав Авксентійович (1879–1937) — засновник Української громади у Красноярську (1917), делегат Тимчасової Сибірської обласної думи. Дядько українського фізика Едгарда Яновицького.